# 尼克·基曼
尼克·基曼（荷蘭語：Niek Kimmann，1996年5月20日—）生于哈登貝赫，是一名荷兰男子自行车运动员，主攻小轮车。尼克在童年时便在朋友的介绍下开始接触小轮车，不久后，全家人都开始对小轮车感兴趣，他父亲也在自家农场铺建赛道帮助他练习。2014年，他首次获得世界青年冠军，2015年，他首次出战成年组比赛，便收获世锦赛冠军。他的弟弟Justin同样也是小轮车选手。